# ウィリアム・タットン (庶民院議員)
ウィリアム・タットン（William Tatton、1774年1月16日 – 1799年2月9日）は、グレートブリテン王国の政治家。1796年から1799年まで庶民院議員を務めた。

## 生涯
ウィリアム・タットンと1人目の妻フランシス・マリア（1777年1月9日没、聖職者ジョン・フォンテインの娘）の息子として、1774年1月16日に生まれた。父は母からエジャートン家の遺産を相続するにあたり、1780年に姓をエジャートンに改めた。1785年よりラグビー校で教育を受けた後、1793年2月7日にオックスフォード大学クライスト・チャーチに入学した。
1796年イギリス総選挙でビヴァリー選挙区から出馬して、無投票で庶民院議員に当選した。庶民院では第1次小ピット内閣を支持すると予想されたが、演説の記録はなかった。
1799年2月9日、生涯未婚のまま父に先立って死去した。